# Philoscia anienana
Philoscia anienana är en kräftdjursart som beskrevs av Karl Wilhelm Verhoeff 1933 A. Philoscia anienana ingår i släktet Philoscia och familjen Philosciidae. Inga underarter finns listade i Catalogue of Life.